# شهرستان سنت فرانسوا (میزوری)
سنت فرانسوا (به انگلیسی: St. Francois) شهرستانی است که در ایالت میزوری قرار دارد. بر اساس سرشماری ۲۰۱۰ ایالات متحده آمریکا این شهرستان دارای ۶۶٬۵۲۰ نفر جمعیت بوده‌است. مرکز شهرستان و بزرگترین شهر فارمینگتون است. این شهرستان در ۱۹ دسامبر ۱۸۲۱ به‌طور رسمی بنا شد. نام این شهرستان برگرفته از رود سنت فرانسوا است. منشأ نام رودخانه نامشخص است ولی ممکن است به فرانسیس آسیزی اشاره شده باشد. یکی دیگر از احتمالات این است که ژاک مارکت که از انجمن عیسی بود و اینجا را در سال ۱۶۷۳ کشف کرد نام فرانسیسکو زاویر را بر رودخانه گذاشت.

## جغرافیا
بر اساس اداره آمار ایالات متحده آمریکا این شهرستان دارای ۱٬۱۸۰ کیلومترمربع مساحت می‌باشد.

سطح عمومی شهرستان سنت فرانسوا به صورت تپه است، اما گوشه‌های جنوب و شمال شرقی، زمین‌های میزانی است که برای چراگاه مناسب است. شهرستان در اطراف فارمینگتون و چند مایل در هر دو طرف از رودخانه سنت فرانسوا، زمین عالی است.

### مناطق مجاور
- شهرستان جفرسون، میزوری
- شهرستان استی جنویو، میزوری
- شهرستان پری، میزوری
- شهرستان مدیسون، میزوری
- شهرستان آیرون، میزوری
- شهرستان واشینگتن، میزوری

### منطقه حفاظت شده ملی
- جنگل ملی مارک توین

## جمعیت
طبق سرشماری سال ۲۰۰۰، ۵۵٬۶۴۱ نفر، ۲۰٬۷۹۳ خانوار و ۱۴٬۶۵۹ خانواده در این منطقه ساکن شدند. تراکم جمعیت ۱۲۴ نفر در هر مایل مربع (۴۸ نفر در هر کیلومترمربع) بود. ۲۴٬۴۴۹ واحد مسکونی با تراکم متوسط ۵۴ در هر مایل مربع (۲۱ در هر کیلومترمربع) وجود داشت. آرایش نژادی این منطقه ۹۶٫۱۴٪ سفید، ۲٫۰۲٪ آفریقایی آمریکایی، ۰٫۳۵٪ بومی آمریکایی، ۰٫۳۱٪ آسیایی، ۰٫۰۲٪ جزیره‌نشین اقیانوس آرام، ۰٫۲۳٪ از نژادهای دیگر و ۰٫۹۲٪ از دو یا چند نژاد است.

## دین
طبق گزارش اداره داده‌های مذهبی (۲۰۰۰)، شهرستان سنت فرانسوا بخشی از کمربند انجیلی با اکثریت مذهب پروتستانتی انجیلی است. غالب‌ترین ادیان در میان ساکنان شهرستان سنت فرانسوا که به یک دین پیوند دارند، عبارتند از: کنوانسیون بپتیست جنوبی (۴۵٫۴۸٪)، کلیسای کاتولیک (۱۴٫۹۴٪) و متدیسم (۷٫۳۸٪).